# Myanmarische Fußballnationalmannschaft
Die myanmarische Fußballnationalmannschaft (birmanisch မြန်မာ့လက်ရွေးစင်ဘောလုံးအသင်း) ist die Auswahl der Myanmar Football Federation und damit die Mannschaft des südostasiatischen Staates Myanmar (bis 1989 Birma). Sie vertritt Myanmar bei kontinentalen sowie regionalen Turnieren.
Heimstätte der Nationalmannschaft sind das Thuwanna-Stadion und das Bogyoke-Aung-San-Stadion der ehemaligen Hauptstadt Rangoon. Es finden allerdings nur wenige Länderspiele in Myanmar statt. Aufgrund der Isolation des Landes trägt die Mannschaft nur wenige Spiele aus, diese sind meist Pflichtspiele bei Regionalmeisterschaften.

## Geschichte
Kurz nach der Unabhängigkeit des Landes wurde die erste Nationalmannschaft zusammengestellt. Bei den Asienspielen 1951 im benachbarten Indien bestritt die Mannschaft ihr erstes Länderspiel, welches mit einer Niederlage gegen den Iran endete. Bei den nächsten Asienspielen 1954 schaffte es Birma bis ins Halbfinale und gewann am Ende Bronze nach einem 5:4 über die Philippinen.
Myanmar ist es bisher noch nicht gelungen, sich für eine Fußball-Weltmeisterschaft zu qualifizieren. An der Fußball-Asienmeisterschaft nahm Mannschaft 1968 teil. Die größten Erfolge erlebte das damalige Birma in den späten 1960er und den frühen 1970er Jahren. Bei den Asienspielen 1966 im Nachbarland Thailand bezwang Birma den Iran mit 1:0 und gewann somit die Goldmedaille des Wettbewerbs. Ein Jahr später setzte man sich in der Qualifikation zur Asienmeisterschaft 1968 als Gruppensieger durch. Bei der bisher einzigen Teilnahme an der Asienmeisterschaft erreichte man den zweiten Platz hinter der Mannschaft des Gastgebers und noch vor dem amtierenden Asienmeister Israel.
Bei den Asienspielen 1970 konnte Birma erneut die Goldmedaille gewinnen, im Finale gegen Südkorea trennten sich beide Mannschaften torlos und gewannen so beide den ersten Platz.
Im Jahr 1972 konnte sich die Mannschaft für die Olympischen Spiele in München qualifizieren. In der burmesischen Mannschaft, die mit zwei Niederlagen in der Vorrunde jedoch nicht die Zwischenrunde erreichen konnte, waren zwei Spieler mit dem Namen „Maung Aye“, die zur Unterscheidung mit Zahlen versehen werden mussten. Das letzte Gruppenspiel gegen den Sudan konnte Birma noch mit 2:0 gewinnen. Es war die bisher einzige Teilnahme des Landes an einem internationalen Fußballwettbewerb. Danach verschwand sie von der Bildfläche und konnte selbst bei den regionalen Meisterschaften nur mittelmäßige Erfolge erzielen. Von der Qualifikation zur Fußball-Weltmeisterschaft 2006 in Deutschland wurde sie wegen ihrer Weigerung, im Jahre 2002 gegen den Iran anzutreten, ausgeschlossen. Bei der Qualifikation zur Fußball-Asienmeisterschaft 2004 erwiesen sich Irak und Bahrain als zu starke Gegner, sodass Myanmar am Ende den letzten Gruppenplatz erreichte.
Erst im Oktober 2007 bestritt eine myanmarische Auswahl erstmals in ihrer Geschichte ein WM-Qualifikationsspiel. In der ersten Runde der Asien-Qualifikation zur Weltmeisterschaft 2010 verloren die Myanmarer allerdings mit 0:7 und 0:4 gegen China und schieden bereits frühzeitig aus.
In den letzten Jahren konnten bei einigen Regionalmeisterschaften kleinere Erfolge gefeiert werden, so erreichte Myanmar beim Tiger Cup 2004 das Halbfinale und gewann bei den SEA Games 2007 die Bronzemedaille.
In der asiatischen Qualifikation zur Fußball-Weltmeisterschaft 2014 schied Myanmar in der zweiten Runde gegen Oman mit 0:2 und 0:2 aus. Nach den Vorfällen beim Rückspiel dieser Paarung am 28. Juli 2011 – Anhänger Myanmars hatten wiederholt Gegenstände auf das Spielfeld geworfen, woraufhin die Partie abgebrochen wurde – schloss die FIFA Myanmar wegen ungebührlichen Verhaltens seiner Fans zunächst von der Qualifikation zur Fußball-Weltmeisterschaft 2018 aus. Der Berufung des myanmarischen Verbandes gab die FIFA-Berufungskommission jedoch statt, so dass die Nationalmannschaft doch an der WM-Vorrunde teilnehmen konnte. Sie musste allerdings ihre Heimspiele auf neutralem Platz austragen.

## Teilnahme an Fußball-Wettbewerben

### Teilnahmen an den Olympischen Spielen
| 1900 bis 1960        | nicht teilgenommen |
| 1964 in Tokio        | nicht qualifiziert |
| 1968 in Mexiko-Stadt | nicht teilgenommen |
| 1972 in München      | Vorrunde           |

Nach 1972 hat die A-Nationalmannschaft nicht mehr an den Olympischen Spielen und den Qualifikationsspielen dazu teilgenommen. Eine Olympiamannschaft konnte sich bisher nicht qualifizieren.

### Teilnahmen anFußball-Weltmeisterschaften
- 1930 bis 1938 – Nicht angetreten
- 1950 – zurückgezogen
- 1954 bis 1990 – nicht angetreten
- 1994 – zurückgezogen
- 1998 – nicht angetreten
- 2002 – zurückgezogen
- 2006 – ausgeschlossen
- 2010 bis 2026 – nicht qualifiziert

### Teilnahmen anFußball-Asienmeisterschaften
- 1956 bis 1964 – nicht angetreten
- 1968 – Zweiter Platz
- 1972 bis 1992 – nicht angetreten
- 1996 bis 2004 – nicht qualifiziert
- 2007 – nicht angetreten
- 2011 bis 2024 – nicht qualifiziert

### Teilnahmen amAFC Challenge Cup
- 2006 – nicht teilgenommen
- 2008 – Vierter Platz
- 2010 – Vierter Platz
- 2012 – nicht qualifiziert
- 2014 – Vorrunde

### Teilnahmen anASEAN-Fußballmeisterschaften/Südostasienmeisterschaften
- 1996 – Vorrunde
- 1998 – Vorrunde
- 2000 – Vorrunde
- 2002 – Vorrunde
- 2004 – Vierter
- 2007 – Vorrunde
- 2008 – Vorrunde
- 2010 – Vorrunde
- 2012 – Vorrunde
- 2014 – Vorrunde
- 2016 – Halbfinale
- 2018 – Vorrunde
- 2021 – Vorrunde
- 2022 – Vorrunde
- 2024 – Vorrunde

## Trainer
- Bert Trautmann (07.1972–06.1974)
- Jang Kyung-hwan (01.–12.1985)
- Ger Blok (07.1993–06.1996)
- David Booth (07.1999–06.2003)
- Sann Win (01.2006–12.2007)
- Marcos Falopa (04.2007–12.2008)
- Tin Myint Aung (04.–10.2009)
- Drago Mamić (10.2009–02.2010)
- Tin Myint Aung (02.–10.2010)
- Milan Živadinović (01.2011–07.2011)
- Sann Win (07.2011)
- Park Seong-hwa (12.2011–12.2013)
- Radojko Avramović (02.2014–10.2015)
- Gerd Zeise (10.2015–03.2018)
- Antoine Hey (05.–12.2018)
- Miodrag Radulović (04.–10.2019)
- Antoine Hey (10.2019–01.2023)
- Michael Feichtenbeiner (03.2023–08.2023)
- Myo Hlaing Win (09.2024–12.2024)
- Michiteru Mita (seit 03.2025)

## Länderspiele gegen den Fußballverband der DDR
1. 17. Dezember 1963 in Rangun Myanmar–DDR 1:5

## Länderspiele gegen Luxemburg
1. 13. Mai 1980 in Medan Burma–Luxemburg 2:0 (Halbfinale, Mara Halim Cup)